# Gibson Les Paul
La Gibson Les Paul è un modello di chitarra elettrica progettata nel 1952 e tuttora prodotta con forma, materiali ed elettronica sostanzialmente invariati rispetto al modello originale. Si tratta di una delle chitarre più famose nella storia della musica rock.

## Storia

### Les Paul eThe Log
La progettazione di questo strumento si deve a Lester William Polfus, divenuto famoso come Les Paul.
Le origini del progetto Les Paul risalgono al 1940 quando, eseguendo due tagli sulla cassa della sua Epiphone, Les Paul gettò le basi per la creazione della The Log («Il tronco»), primo prototipo della chitarra: la costruì nella fabbrica Epiphone di sabato, quando il personale era assente, cosicché i macchinari fossero a sua completa disposizione. Seguendo l'esatto proseguimento della tastiera, tagliò il corpo in modo da dividerlo in tre parti: due in corrispondenza delle buche ad "effe" e quella centrale, che successivamente ricoprì con una tavola di legno di pino da 10x10 cm e attaccò al corpo con vistose viti e placchette di metallo. In questo modo la parte centrale si trasformò in un sostegno rigido per i pick-up, progettati e realizzati dallo stesso Les Paul. Il risultato fu interessante: un aumento della risposta timbrica e del sustain.

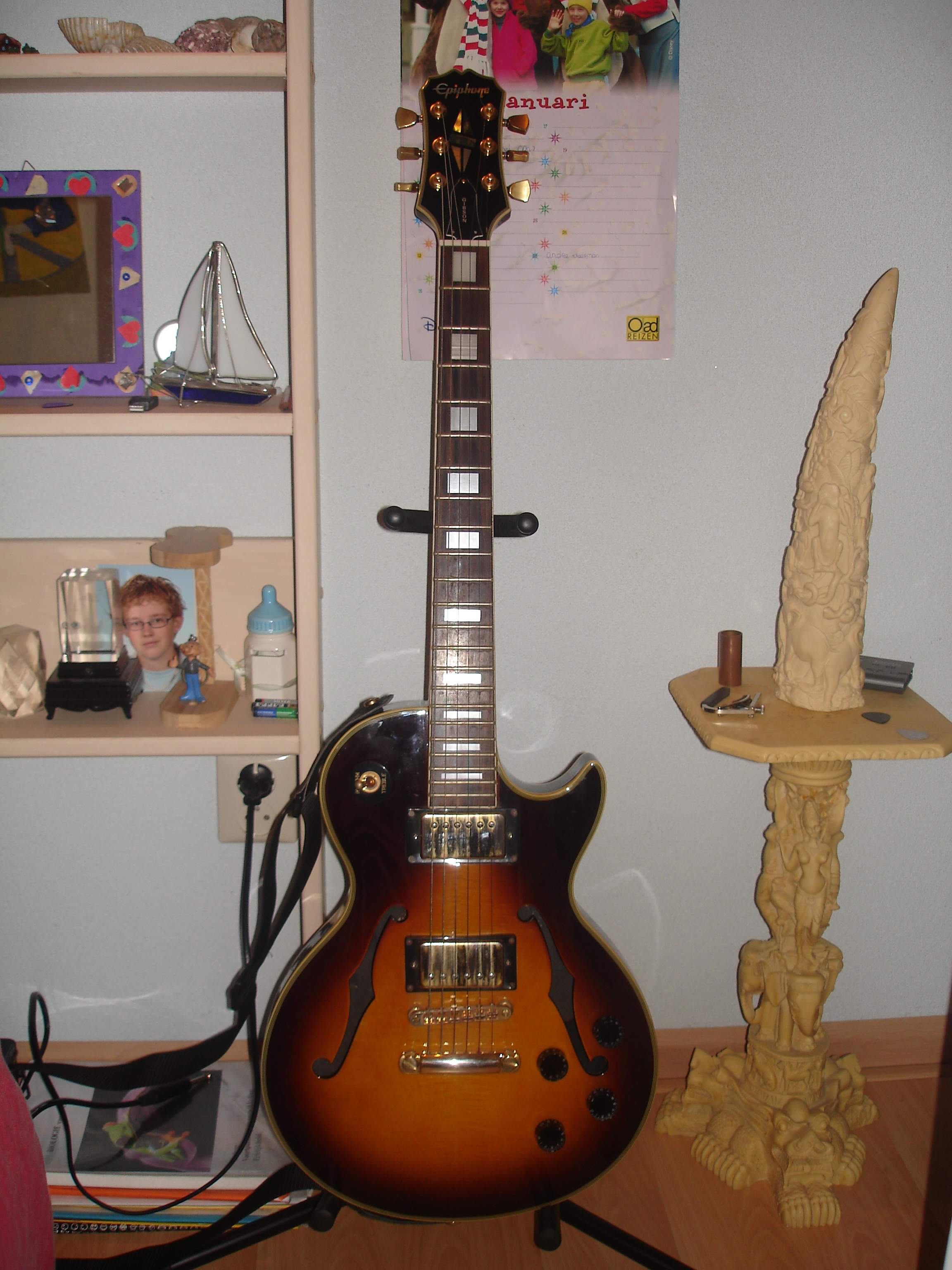
Una Epiphone Les Paul

Nel 1946 Les Paul decise di portare il The Log a Maurice H. Berlin, capo della Chicago Musical Instruments Company, amministrazione della Gibson. In quell'occasione la The Log fu scartata e Les Paul fu congedato come «ragazzo con il manico di scopa»: egli e la sua creatura erano troppo avanti coi tempi.

### Gibson e Fender
Nel 1950 la Fender, che allora non era ancora un marchio celebre, lanciò la prima vera solid body (cioè una chitarra priva di cassa armonica, con un corpo molto ridotto e leggero), la Broadcaster, poi ribattezzata Telecaster.
La Broadcaster diede una scossa al mondo delle chitarre elettriche: poiché allora si suonava nelle sale da ballo e si alzava il volume dell'amplificatore al massimo, le buche della cassa armonica delle chitarre provocavano feedback e suoni sgradevoli (in particolare risonanze interne alla cassa: l'evento è definito "loop" dai musicisti), impedendo ai chitarristi di emergere con il proprio suono nell'orchestra.

Con la Broadcaster si eliminarono molti di questi problemi, spingendo le altre case produttrici di strumenti, fra le quali la Gibson, a sviluppare a loro volta progetti solid body.

### Il prototipo e la nascita

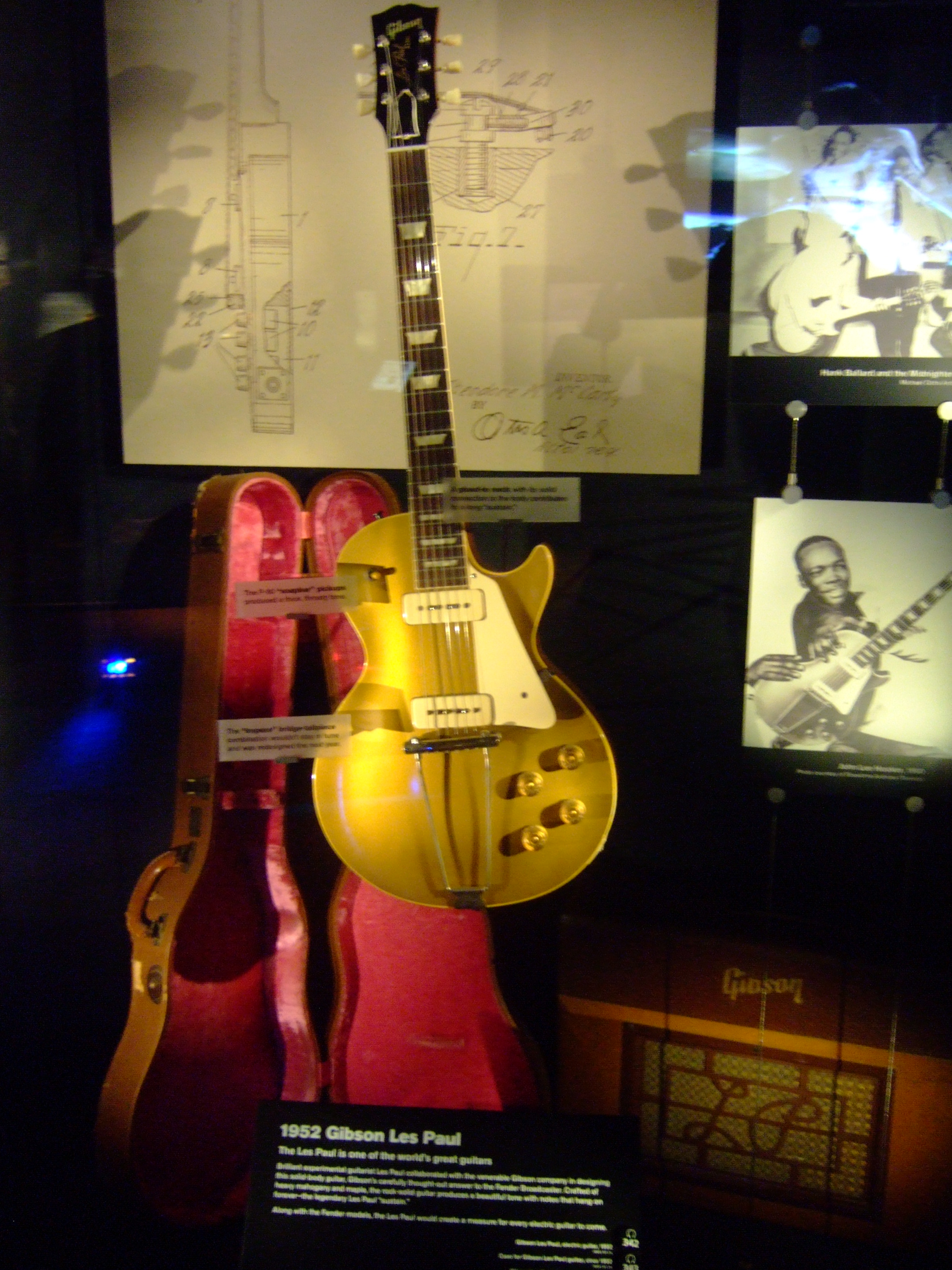
1952 Gibson Les Paul Gold top

Nel 1950 alla direzione della Gibson venne nominato presidente Ted McCarty, proveniente dalla Wurlitzer Organ Company. Sotto la sua direzione la Gibson ebbe un notevole sviluppo nella produzione di modelli di chitarre solid body e semiacustiche, trasformando la vecchia immagine dell'azienda, che durante la guerra era stata obbligata a produrre radar e altre apparecchiature belliche.
Il progetto "The Log" di Les Paul fu ripreso in considerazione e Les nel 1951, assieme a McCarty ed alcuni ingegneri, iniziò a lavorare ad un nuovo progetto che risultasse una sua evoluzione. La prima solid body della Gibson fu contemplata con specifiche ben definite. La cassa fu realizzata con una tavola di mogano accoppiata ad un top di acero, che nella produzione di serie fu "scolpito" ad imitazione della tavola armonica dei violini. La bombatura aveva fini non solo estetici, ma anche commerciali: la Fender, priva dei macchinari di fresa copiativa necessari per la sua produzione, non era in grado di riprodurla.
Il manico, anch'esso di mogano, era incollato al corpo nello stile Gibson, al contrario dei modelli Fender, il cui manico è avvitato al corpo.
Il suo diapason di 62,9 cm, rispetto a quello di 64,8 cm della Fender, rendeva le corde più morbide e la vibrazione più "corposa". Il prototipo Gibson montava due pick-up single coil P-90 con 4 potenziometri (2 volumi e 2 toni) e un fermacorde/ponte (trapeze/tailpiece) costituito da un trapezio collegato al reggicinghia. Le corde erano attaccate direttamente al ponte posto all'estremo del trapezio, senza alcun angolo di attacco, il che si rifletteva sul sustain.
Il prototipo fu modificato quando fu brevettato un nuovo ponte (invenzione di Les Paul brevettata da McCarty): ora le corde erano fissate al ponte e compivano un giro su un albero centrale, fornendo un maggior sustain. Si decise di chiamare la chitarra «Les Paul» e da quel giorno il chitarrista e l'azienda furono legati da quella firma leggendaria sulla paletta.

La Gibson Les Paul venne lanciata nel 1952 e costava 210 $ contro i 190 $ della Broadcaster. Le royalties di Les Paul su questo modello furono del 5% per cinque anni.

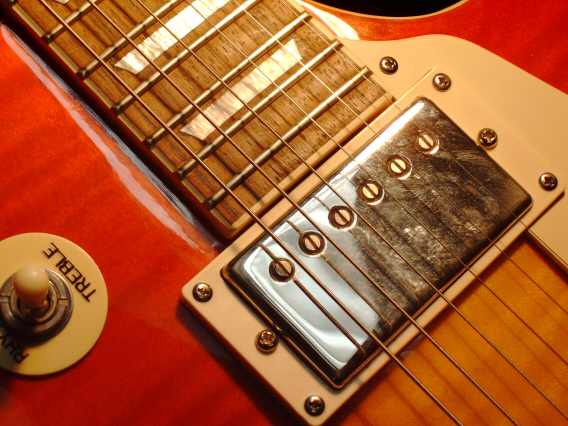
Particolare della Les Paul, con in primo piano l'humbucker al manico

### L'evoluzione del modello

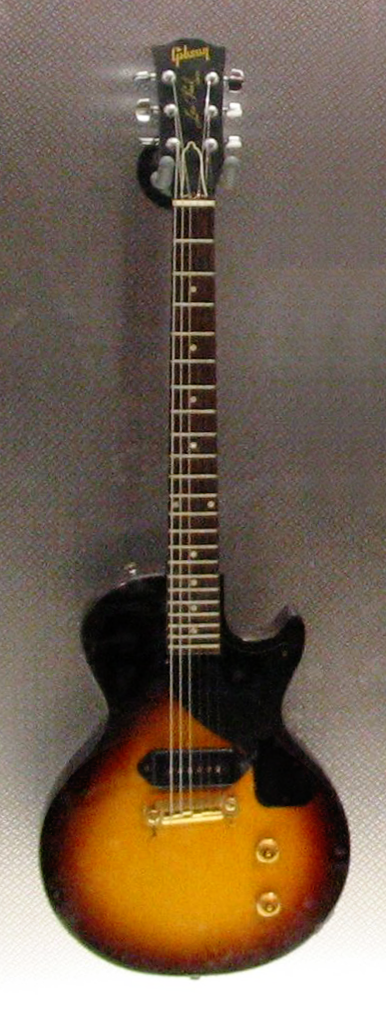
Gibson Les Paul Junior (1958)

Dalla sua prima comparsa nel 1952, con la Gold Top, la Les Paul ha subito continue evoluzioni tecniche, pur rimanendo fedele nella linea. Le modifiche sono state dettate da fini non solo timbrici, ma anche estetici. I primi esemplari non presentavano il numero di serie, che si trova soltanto sulle Les Paul prodotte a partire dal 1953, né all'inizio era presente l'anello alla base del selettore dei pickup con la dicitura rhythm-treble. La finitura dorata del top si sarebbe estesa al resto della chitarra, ma ciò non riguardò tutti gli esemplari, anzi: con il tempo scomparve del tutto. Moltissime furono lasciate con il mogano in finitura naturale (light back), mentre su altre si utilizzò una vernice scura non coprente molto contrastante con il top (dark back). Il ponte trapezoidale non consentiva l'esecuzione del palm muting, probabilmente poiché McCarty non seguì perfettamente le indicazioni di Les Paul. Questo problema era dovuto alla necessità di far passare le corde al di sotto del ponte (underwrapped) per via dell'inclinazione del manico di 4,4º.
Il problema venne risolto nel 1954 con il ponte wrap around, che avrebbe equipaggiato anche molte delle Gold Top prodotte l'anno seguente.
Nello stesso anno la scelta fu ampliata dall'arrivo della versione economica Junior, equipaggiata con un solo P-90, e di quella ancora più lussuosa Custom, con due pick-up. L'innovazione maggiore però consiste nel ponte tune-o-matic: realizzato da Tom McCarthy, risulta essere il ponte fisso ad oggi più apprezzato. Gli esemplari originali erano equipaggiati con l'ABR-1, che si innestava direttamente sul legno del top ed era accompagnato da un tailpiece/stopbar oggi definito lightweight, poiché realizzato in alluminio. Esso avrebbe equipaggiato per un breve periodo solo la Custom, mentre dall'anno seguente anche la Goldtop.
Nel 1956 il logo Gibson fu alzato dalla posizione iniziale; oltre a ciò non ci saranno particolari novità se non quando, a fine anno, Seth Lover, dipendente della Gibson, brevettò la sua invenzione ultimata nel 1955: l'humbucker. Con l'introduzione dei PAF (Patent Applied For, cioè la sigla del brevetto) fissati ai pick-up rings (le cornicette di plastica) M-69 la popolarità delle Les Paul crebbe notevolmente, con chitarre celebri come la Gold Top del '57 o la Custom Blackbeauty, con ben 3 humbucker.
Nel 1958 la produzione delle Gold Top fu interrotta in favore delle solid body Explorer, Flying V e Burst; queste ultime due, in cherry sunburst sul top e cherry sul fondo in mogano, rappresenteranno lo "standard". Dato che per la prima volta sarebbe stata esposta la tavola d'acero, queste furono selezionate fra quelle con le venature più gradevoli e incollati a libro (book-matched). Il colore dei blackplates passa dal marrone al nero lucido. Successivamente si troverà anche il top in acero fiammato in luogo di quelli "plain" che caratterizzano parte della produzione del '58 e tutta quella del '59. Le manopole originali (speed knobs) vengono sostituite dalle top-hat knobs.
Le Les Paul Standard del 1959 rappresentano l'apogeo, con un manico leggermente più sottile e tasti wide jumbo. La notevole fotosensibilità delle vernici in nitrocellulosa darà vita a diverse trasformazioni del colore nel tempo che hanno ispirato la vasta gamma di colori proposti al giorno d'oggi. Alcune Standard del '59 furono realizzate con finiture più scure o dark black, mentre il colore delle bobine varia da esemplare ad esemplare poiché si è passato progressivamente dai double black allo zebrato, sino ai double whites presenti su tutte le Les Paul del 1960; queste saranno meno apprezzate per colpa del manico, notevolmente assottigliato, e del colore, meno variegato e quindi meno affascinante. Non tutti gli esemplari hanno il top fiammato, ma la selezione dell'acero risulta più rigida. Cambiano anche le manopoline (silvertop hat) e il colore dello switch per i pick-up (dall'arancio al bianco). Le Standard prodotte furono meno di 1500 e oggi il valore collezionistico di questi strumenti è notevole; il custom shop della Gibson ripropone questi modelli riprendendone quasi tutte le caratteristiche originali.

## Descrizione

### Analisi delle Les Paul

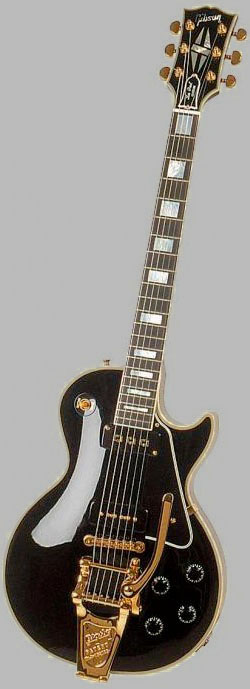
Les Paul 54 Custom Bigsby

Nelle serie più lussuose le chitarre Gibson presentano bordi (binding) di "ivoroid" a triplo filo bianco e nero su cassa, manico e paletta, intarsi di madreperla e scasso per l'impianto elettrico sul retro atto ad evitare mascherine di plastica visibili frontalmente, fino alle verniciature di nitro.
- Cassa: la Les Paul ha un corpo spesso 44,45 mm (1,75") consistente in uno o due pezzi in mogano ed una tavola armonica in acero di 0,25", che porta il corpo allo spessore di 2". Il mogano è un legno poroso, solido e ricco di risposta armonica, mentre l'acero, più compatto e rigido, è un ottimo distributore delle alte frequenze. Alcuni modelli più economici come la serie Junior e TV, non hanno il top in acero e presentano un corpo "flat", cioè una cassa a fronte piatto non sagomato.
- Manico: è incollato al corpo con la tecnica detta "set-in", in cui una fresatura corrispondente alla sagoma del tacco del manico ne consente l'innesto con un fissaggio molto solido che favorisce la trasmissione delle vibrazioni, tuttavia l'interposizione di uno strato di colla, alterando i coefficienti di elasticità (lo strato di colla ha un coefficiente diverso dal legno usato), rende l'accoppiamento tra i legni meno efficiente della loro unione diretta mediante l'uso di viti che ne assicurino il corretto contatto e la corretta pressione; più efficace è l'incollaggio con colla animale (ad esempio di coniglio). I legni per la realizzazione dei manici sono acero, mogano e noce, mentre le tastiere sono in ebano o in palissandro (eccetto alcuni rari modelli Custom, con tastiera in acero). Il diapason di 62,9 è rimasto invariato, ad eccezione del modello Baritone. All'interno del manico un tirante in acciaio (truss-rod) permette di regolare le eventuali curvature della tastiera per la trazione delle corde.
- Pick-up: all'inizio (1952-1956) la Gibson usava i P-90 (dette Soap-bar o "saponette", per la forma ed il colore chiaro) che erano single coil (monobobina). Successivamente vennero installati pick-up humbucker, ovvero che "evitano il ronzio": i single coil, infatti, producevano un rumore di fondo detto hum, mentre gli humbucker, a due bobine in controfase, ne erano esenti. PAF (Patent Applied For, "richiesta di brevetto effettuata") fu il nome con cui dal '57 al '62 vennero denominati gli humbucker creati da Seth Lover per la Gibson nel '55. I PAF hanno delle spire di filo di rame avvolte intorno ad un magnete e possono essere in AlNiCo o in ceramica: il tipo AlNiCo (dalle iniziali di alluminio, nickel e cobalto) è composto per il 50% da ferro e per il resto da alluminio, nickel, cobalto e rame, che rilasciano un alto flusso ed una bassa smagnetizzazione; i PAF in ceramica non contengono elementi ferrosi e vengono denominati Indox, Diox o Arnox, a seconda della ditta produttrice. Rispetto a quello di tipo Alnico, il PAF in ceramica ha un flusso minore, ma ha una capacità di resistenza alla smagnetizzazione sei volte superiore. La Gibson produce oltre 60 modelli di pick-up e la scelta per ogni modello di chitarra è studiata in base al legno di manico e cassa. La ditta li suddivide, per agevolezza, in tre grandi categorie:
  - "Original Humbucker" (AlNiCo): 6 poli regolabili con un magnete, base in ottone, coperchio esterno in nickel asportabile e due avvolgimenti (uno attivo ed uno passivo).
  - "Super Humbucker"(Indox): 6 poli regolabili con un magnete, coperchio in nickel non asportabile e due avvolgimenti attivi.
  - "Mini Humbucker" (AlNiCo): 6 poli regolabili con un magnete, base in ottone e coperchio in nickel non asportabile.

Come in ogni chitarra, il peso è determinato dai legni e dall'hardware usati. Sulla Les Paul si va dai 3,8 kg della The Paul ai 4,9 kg della Custom.
Un altro punto fondamentale è la verniciatura; ogni chitarra è passata con 7 mani di vernice "nitro" a spruzzo e sempre nella sequenza: turapori, colore e trasparente. La verniciatura all'uovo o alla gomma-lacca non è mai stata utilizzata dalla Gibson, tantomeno dalla Fender.

### Differenze tra "Custom", "Standard" e "Studio"
Nello schema seguente si riportano le differenze tra i modelli "Standard", "Studio" e "Custom", i più venduti. Recentemente la Gibson ha messo in commercio un kit di trasformazione (Dress Up Custom o Dress Up Standard, contenente parti specifiche in metallo e in plastiche, nonché le meccaniche, il tutto per far assomigliare una chitarra all'altra), ma non riesce comunque a "mascherare" le differenze dei legni, dei colori e della qualità (che nella Custom è più curata). Ciò detto, è utile ricordare che, contrariamente a quanto la logica possa suggerire, i modelli di Les Paul più ricercati dai collezionisti sono gli "Standard", che possono raggiungere quotazioni fino a 450.000 $ USD per alcuni modelli di fine anni '50.
|              | Les Paul Custom                | Les Paul Standard                  | Les Paul Studio                                                                                     |
| ------------ | ------------------------------ | ---------------------------------- | --------------------------------------------------------------------------------------------------- |
| Tastiera     | Ebano                          | Palissandro                        | Ebano o Palissandro                                                                                 |
| Segnatasti   | Rettangolari MadrePerla        | Trapezoidali MadrePerla            | Trapezoidali MadrePerla                                                                             |
| Manico       | Mogano                         | Mogano                             | Mogano                                                                                              |
| Cassa        | Mogano Honduras                | Mogano                             | Mogano                                                                                              |
| Top          | Acero Scolpito                 | Acero Fiammato                     | Acero o Mogano nelle "Worn"                                                                         |
| Stile Manico | 50's style                     | 50's o 60's style                  | 50's style                                                                                          |
| Meccaniche   | Grover Dorate                  | Vintage Kluson                     | Vintage Kluson (dal 2017 Grover argentate)                                                          |
| Pick-Up      | 498T + 490R w/Alnico V magnets | BurstBucker Pro w/Alnico V magnets | BurstBucker Pro w/Alnico V magnets (raro) o 498T + 490R (nel 2018 Gibson 57 Classic e 57 Classic +) |

## Modelli

### GoldTop

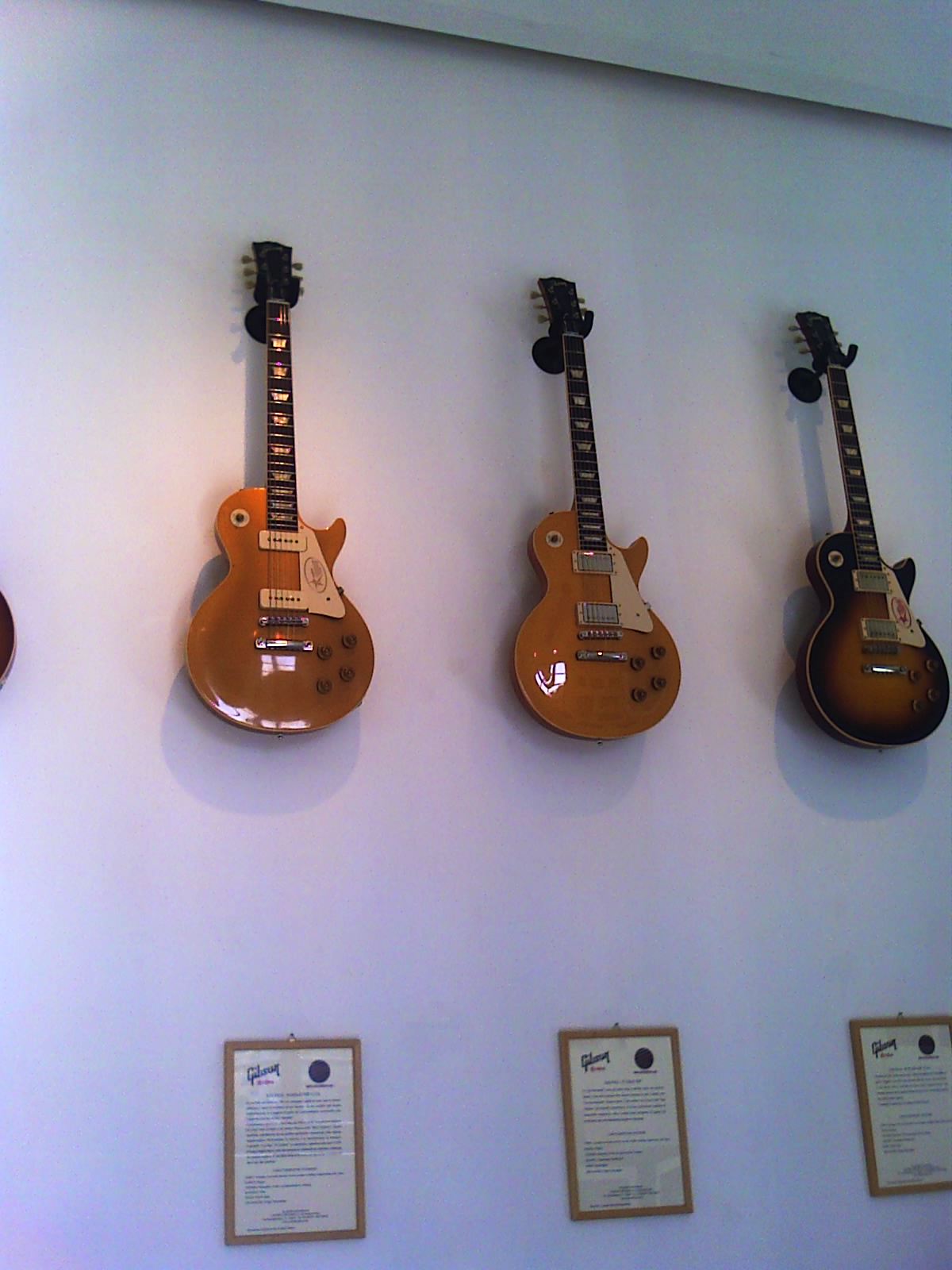
Les Paul Gold Top con Single Coil della terza serie (sinistra) e con Humbucker della quarta (destra)

La prima Les Paul è conosciuta col nome di GoldTop, per via della vernice dorata della tavola, scelto dallo stesso Les Paul per dare un aspetto più lussuoso allo strumento.
Questa chitarra è stata la prima a beneficiare di modifiche tecniche ed estetiche. Si usa infatti suddividerla in varie serie: 1952-53, 1953-55, 1955-56, 1957-58, 1968-69, 1970-75. In esse possiamo sempre osservare un'evoluzione, ad esempio il ponte trapezoidale, fu sostituito prima dal sistema wrap-around poi dall'odierno ponte a 6 sellette "tune o' matic", con il "tailpiece" posteriore; altro esempio è quello dei pick-up passati dalla prime tre serie con le "saponette" P-90 (single-coil) agli humbucker della quarta. La scelta di adottare gli humbucker in luogo dei single-coil fece nascere la serie "Standard".

### Standard
La Standard è caratterizzata dalla tastiera in palissandro e dai tipici segnatasti in madreperla trapezoidali; montava meccaniche Kluson, sostituite poi da quelle Schaller ma molti chitarristi fin dai primi anni sessanta preferirono le meccaniche Grover molto più precise e in acciaio pressofuso, e tasti "Jumbo". Era disponibile in vari colori, soprattutto con tonalità a 3 sfumature per evidenziare il legno d'acero tigrato (flame top), tra cui l'"Heritage Cherry Sunburst", o anche "Brown Sunburst". I pick up, a differenza delle prime Gold Top che montavano i P-90 Soap Bar, diventano gli humbuckers (combinazione di due bobine avvolte) e molte volte, per mancanza di cover in metallo venivano lasciati scoperti evidenziando il colore delle bobine che poteva essere o bianco o nero; una denominazione ancor oggi usata e di gran apprezzamento tra i chitarristi è quella degli humbuckers "zebra" cioè con una bobina bianca e l'altra nera.

La serie Standard iniziò ufficialmente nel 1958, per "rimpiazzare" le Gold Top che venivano prodotte sin dal 1952 con varie modifiche successive e terminò nel 1960 con l'introduzione l'anno successivo del modello SG (op. cit.: Tony Bacon & Paul Day-Dorling, The Ultimate Guitar Book - Kinersley Publishers).

### Classic

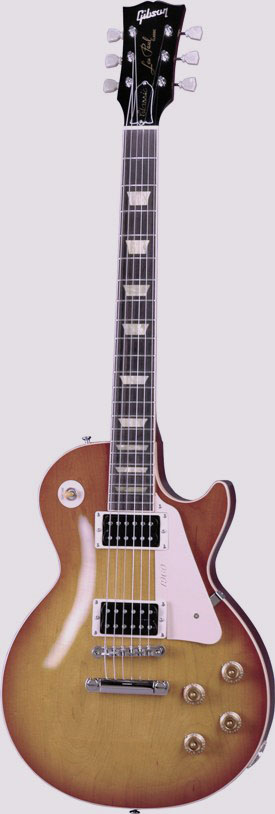
Gibson Les Paul Classic

Le prime classic furono prodotte da fine anni 80 al 2007, per poi essere riprese nel 2011 con una versione però diversa. Si tratta della rivisitazione dell'ultimo modello di Les Paul della serie storica: quello del 1960 (dal '61 la Les Paul divenne SG), caratterizzato da un manico più snello rispetto a quelle anni '50. È considerata erroneamente una versione più "economica" della standard; essa fino a fine anni novanta ne era invece una versione più costosa poiché aveva alcune caratteristiche superiori come il top fiammato di serie.
Negli Stati Uniti fino ai primi anni del 2000 aveva di listino un prezzo più alto, mentre in Italia era sulla identica fascia di prezzo della Standard, a 1.750 Euro o poco più. Infine, la Standard scavalcò la Classic nel listino (forse per motivi di marketing) e anzi fu essa proposta con caratteristiche superiori. Di lì a poco la serie classic fu data come "discontinued" (2007). Fatta eccezione per i pickup ceramici e per il manico slim, la Classic prima versione (fino al 2007) si può considerare a tutti gli effetti una Standard (sempre pre-2007), per quanto riguarda la qualità delle rifiniture, la scelta dei legni e le meccaniche.

### Custom

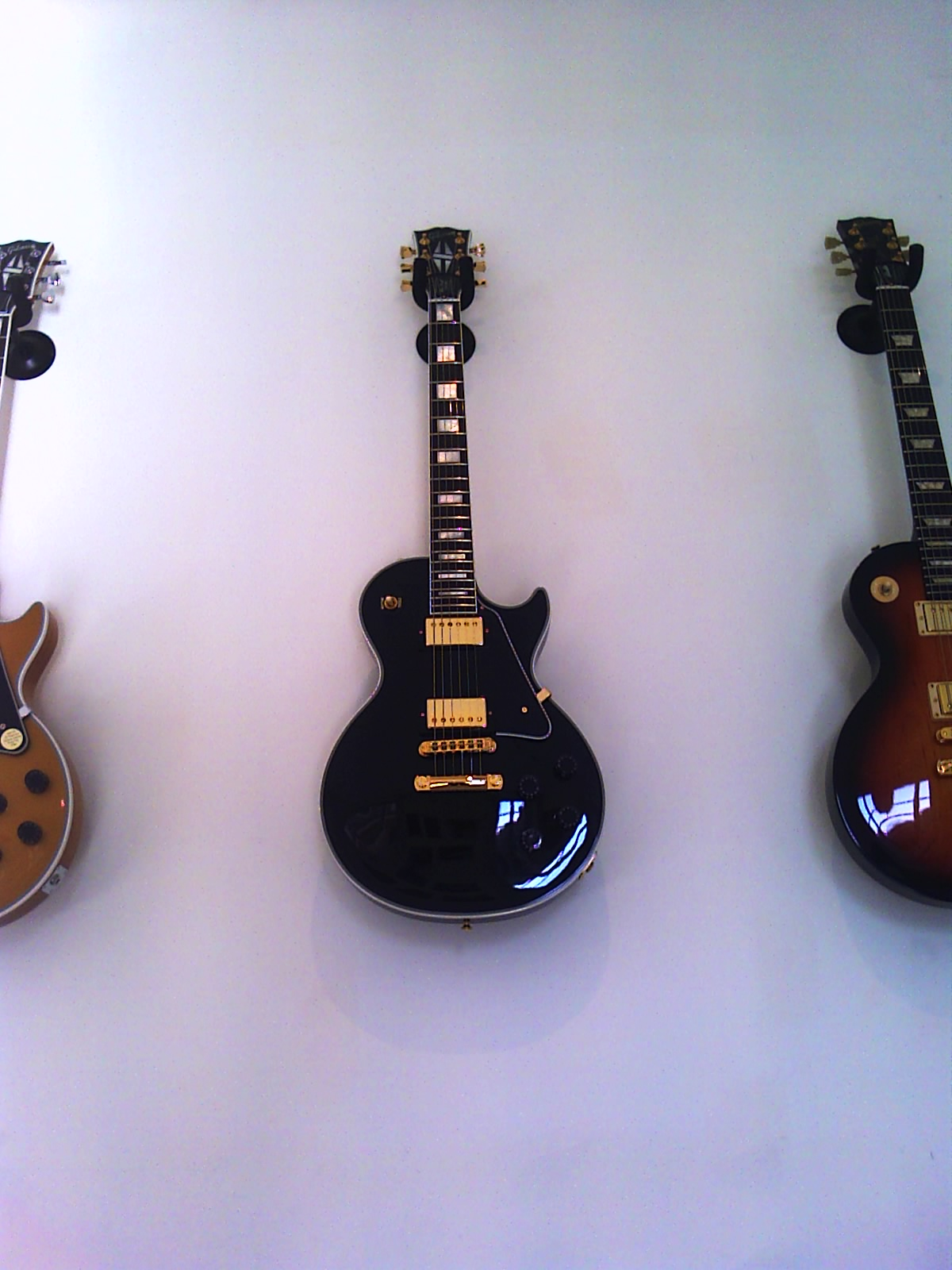
La Black Beauty con due pickups

La Custom è stata progettata come il modello di lusso della linea Les Paul. A prima vista, rispetto agli altri modelli, spiccava per rifiniture, inserti di madreperla (diamond sulla paletta), plastiche nere e riflessi dorati delle parti metalliche.
I primi modelli, in colore nero, divennero famosi con il nomignolo di Black Beauty, utilizzato ancora oggi per indicare questa colorazione.
Nel 1956, montava dei pick-up P-90 in un inedito colore nero. Nel 1957, in seguito al brevetto P.A.F., montò gli humbucker, 2 o 3 a seconda della versione scelta, e poteva montare anche una leva vibrato "Maestro". Altra peculiarità rispetto alle altre Les Paul erano le parti metalliche tutte placcate in oro (tuttavia esistono eccezioni di Custom con parti in nichel).
Il corpo era costruito con mogano del Guatemala, impiegato anche per il manico e con una tastiera in pregiato ebano, arricchita con segnatasti rettangolari in madre perla (a partire dal primo tasto, a differenza della serie Standard). Il modello, inoltre, presenta un body più spesso del modello Standard che caratterizza un maggiore sustain alla chitarra, data la maggiore ampiezza delle camere tonali. Il peso di 4,9 kg e le rifiniture del manico e della lavorazione sul body rappresentano tramite questo modello l'apice della casa statunitense. Proprio per la sua lavorazione, in parte a mano, la Les Paul Custom viene costruita dal Custom Shop, una fabbrica discostata dalla produzione delle altre Gibson.
Prodotta principalmente in colore nero, con finiture (binding) a triplo filo bianco-nero-bianco per tutto il corpo, è stata realizzata anche in colori "Alpine White" (bianco neve, che invecchiando diventa color crema o a volte quasi banana), in varie tonalità sfumate (tobacco o cherry sunburst), in "Wine Red" (vinaccia), Natural (top riportato in acero naturale su mogano) ed in una sua variante più rara prodotta solo tra il 1976 e il 1978 conosciuta come "The Natural", che presenta un inedito manico "maple cap" in concorrenza alla Fender (top in acero su mogano, manico e tastiera riportata in acero).

### Gibson SG

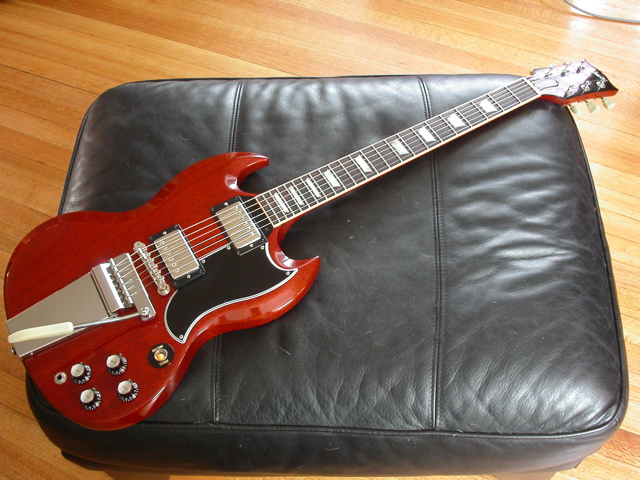
Una Gibson SG

La produzione della Les Paul, nella sua forma originale a singola spalla mancante, a causa di una diminuzione nelle vendite dovuta anche ad un costo di produzione elevato che si ripercuoteva nel prezzo di vendita al pubblico molto più elevato rispetto ai modelli prodotti dalla concorrenza, venne interrotta all'inizio del 1961. Al suo posto venne introdotto un modello dotato di design più moderno dotato di un corpo interamente in mogano di spessore ridotto rispetto alla chitarra originale, privo della tavola sagomata in acero e caratterizzato dalla presenza di due spalle mancanti a forma di "corno". Questa nuova Les Paul però non convinse appieno il chitarrista che aveva legato il suo nome al modello precedente che interruppe il rapporto con la Gibson, costringendo ad un cambio nel nome del modello che divenne semplicemente SG (Solid Guitar). Negli anni successivi, i vertici della Gibson si resero conto che le Les Paul prodotte negli anni 1958 e 1959 stavano diventando molto ricercate dai musicisti e dagli appassionati, così decisero di riprendere, nel 1968, la produzione del modello originale degli anni cinquanta.

### De Luxe
Nel 1968 riprende la produzione Les Paul originale, nel modello Custom (per la Standard bisognerà attendere il 1975), e si affiancano nuovi modelli, come la "Studio" del 1983 e la De Luxe del 1970. La De Luxe era un modello differente dalla tradizionale serie Standard per vari aspetti come i pick-up, qui mini-humbucker, il manico in 3 pezzi e, successivamente, il body pancake, il manico in acero, poi in mogano.
La versione più famosa è quella con il top in oro, lo stesso oro della GoldTop, infatti il suo nome completo era: Les Paul Standard De Luxe GoldTop.

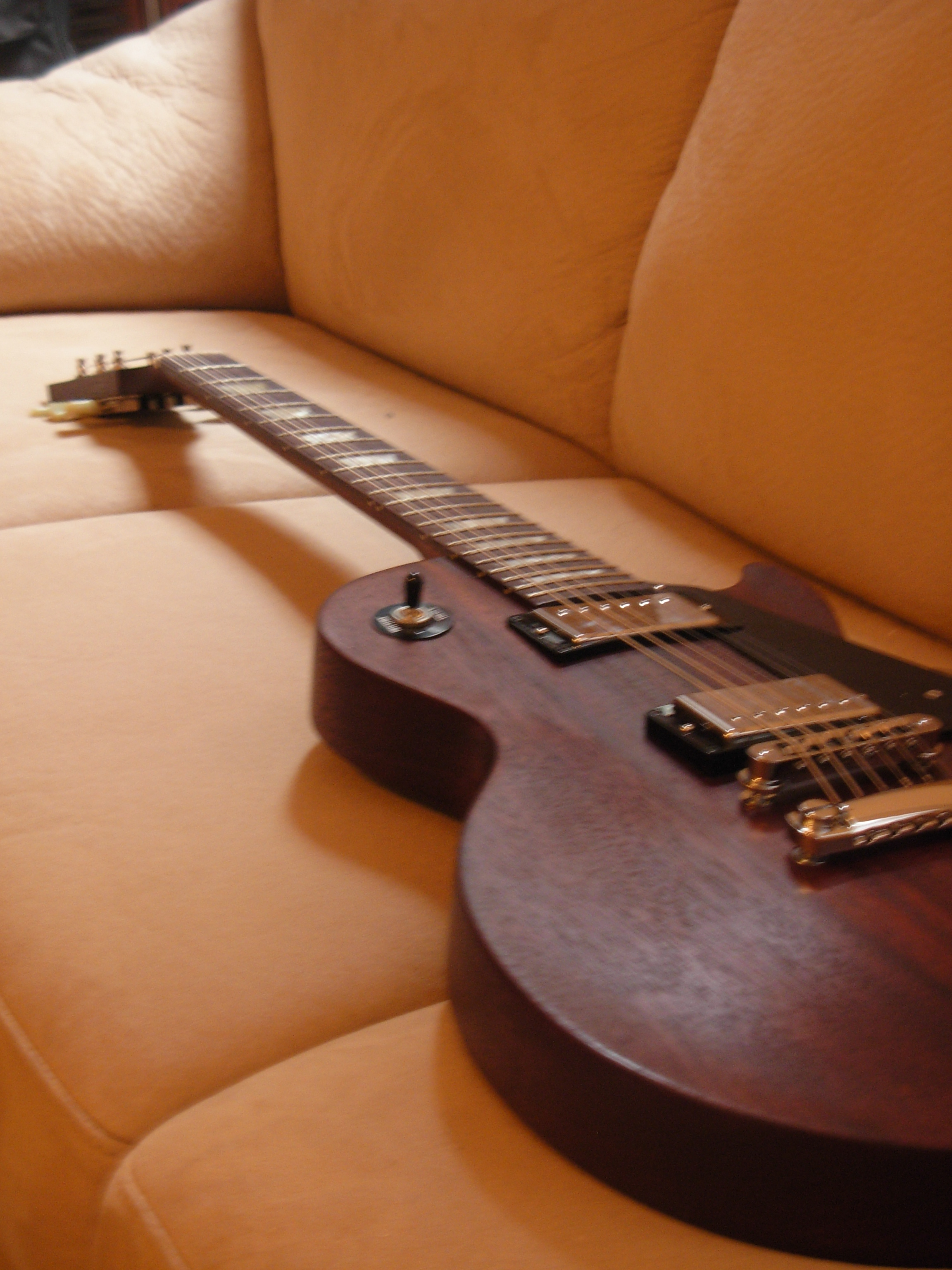
La versione economica "Worn" della Les Paul Studio.

### Studio
La linea Studio è stata introdotta nel 1983 con l'intento di fornire ai musicisti che lavorano prevalentemente in studio di registrazione (da qui il nome del modello) uno strumento che avesse le stesse caratteristiche tecniche e timbriche di una Standard ad un costo inferiore, dovuto essenzialmente alla mancanza di alcuni abbellimenti puramente estetici come il binding (la fascia di colore chiaro) intorno alla cassa e sui lati della tastiera. La maggior parte dei modelli della linea sono dotati della tavola in acero, esattamente come le Standard, anche se il legno utilizzato non ha il disegno fiammato o marezzato delle Les Paul più costose. Altri modelli hanno la cassa realizzata interamente in mogano. Esiste anche una versione con il diapason di lunghezza maggiore, denominata Baritone. Nelle varianti più ricercate della Studio sono presenti caratteristiche e componenti della Les Paul Custom, come hardware dorato e addirittura tastiera in ebano. Nella linea Studio esiste un modello più economico, con tavola in mogano anziché acero e verniciatura opaca, denominata Worn. Dal 1990 la linea Studio presenta i segnatasti trapezoidali in madreperla, gli stessi dei modelli più costosi. Nel 2018 è stato introdotto il binding attorno alla tastiera e sono stati proposti i due pickup '57 Classic (manico) e '57 Classic Plus (ponte), abbinati a potenziometri con push-pull per lo split. Al fine di garantire la stabilità dell'accordatura e un ottimo sustain sono stati introdotti il capotasto autolubrificante, il ponte tune-o-matic in alluminio cromato e le meccaniche Grover (GR102-18C Rotomatics).

### Supreme
Il modello Supreme è caratterizzato da un'estrema ricchezza nelle finiture. La chitarra presenta infatti alcune somiglianze con il celebre modello Custom ma se ne discosta per rilevanti differenze costruttive. All'interno del body sono infatti presenti camere tonali e l'acero fiammato è presente sia sul top che sul back (unico, nei modelli Les Paul, a non permettere l'accesso all'elettronica dal retro). Il blocco centrale è come di consueto in mogano.
La tastiera è in ebano come sul modello Custom ma i segnatasti sono i cosiddetti "split blocks". Il binding sul top è a sette filamenti a differenza del back dove è a 3. Il binding è presente anche su manico e paletta (a 5 filamenti) dove si può inoltre osservare il logo Supreme con il globo in abalone. Il copritruss rod è in ottone.
Le meccaniche sono Grover. L'hardware è presente nella finitura dorata. I pick up sono il 490R al manico e il 498T al ponte, entrambi in alnico. Le manopole copri-potenziometri sono nella variante Gold Speed. Nei primi anni di produzione erano disponibili varie finiture ma, attualmente, l'unica acquistabile è quella nella variante Cherry Sunburst.

### Modelli Speciali

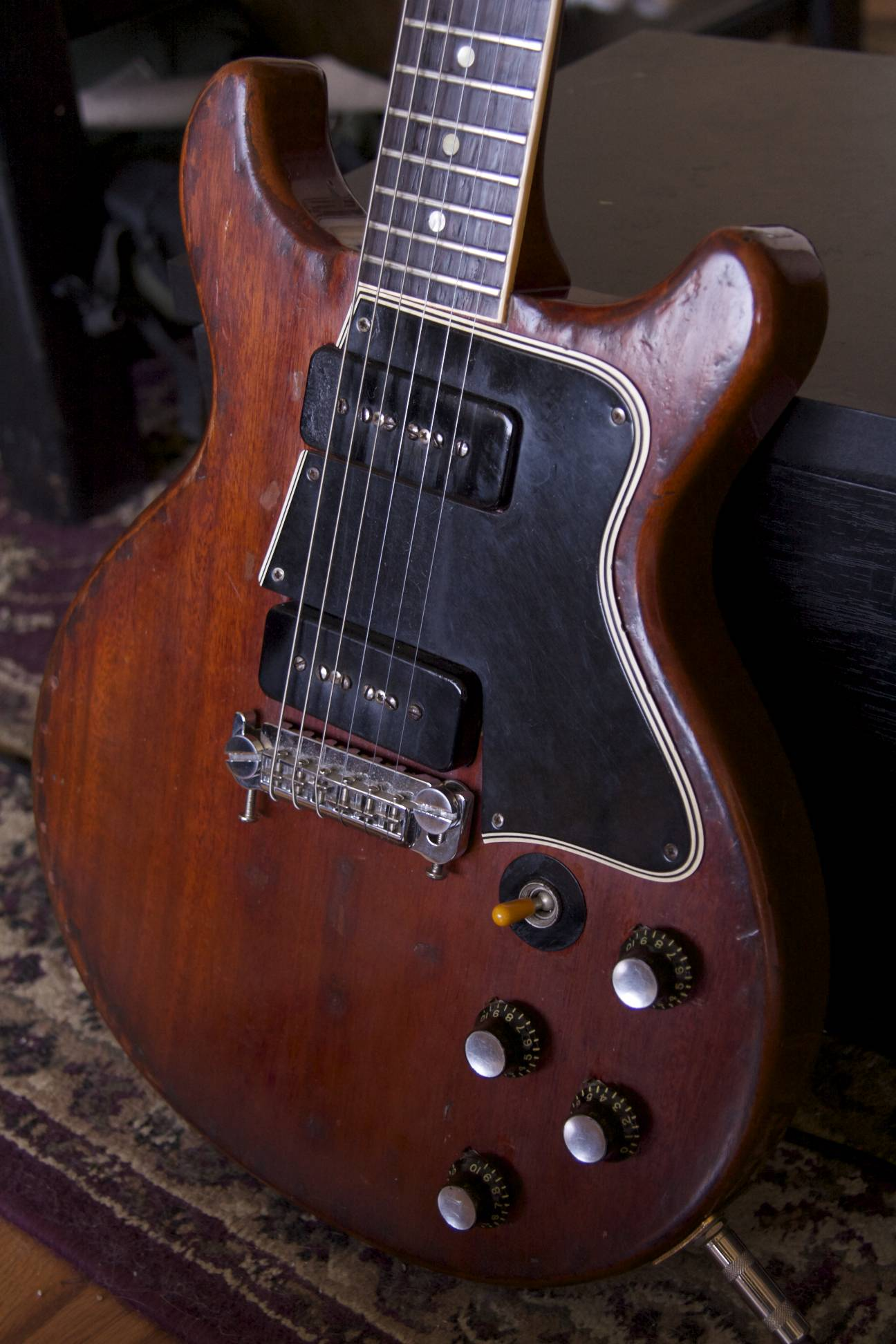
1960 Les Paul Special Doublecut

- Tra il 1969 ed il 1971 vengono prodotti tre modelli: Professional, Personal e Recording. L'obiettivo era quello di eliminare le interferenze. Per realizzare questo, fu modificata tutta l'elettronica: furono montati due pick-up a bassa impedenza, accoppiati a dei piccoli switch che invertivano la fase selezionando una precisa gamma di frequenze, regolabili fino ad 11 posizioni. Si poteva anche commutare l'impedenza di uscita del segnale.
- Tipico della Gibson realizzare serie "Anniversary", che celebravano una data importante per la casa. Due di queste erano le Custom 20th e la 25/50, entrambe con base la "Custom", e sono le Les Paul più curate della storia, con un intarsio in madre perla nella 25/50.
- Parlando delle rifiniture va citata la Artisan, sempre con base la "Custom" e grafiche ispirate alla serie famosa di banjos Gibson "5-Corde MasterTone". Anche lei, come la Custom, montava 2 o 3 pick-up.
- Nel 1976 sono prodotte una semi-acustica, in stile Gibson Chet Atkins, ed un basso, ancora in produzione, che è identico alla Standard. Poi anche un'acustica fu prodotta in pochissimi esemplari. Questi appartenevano alla serie Signature.

## Epiphone e le altre copie

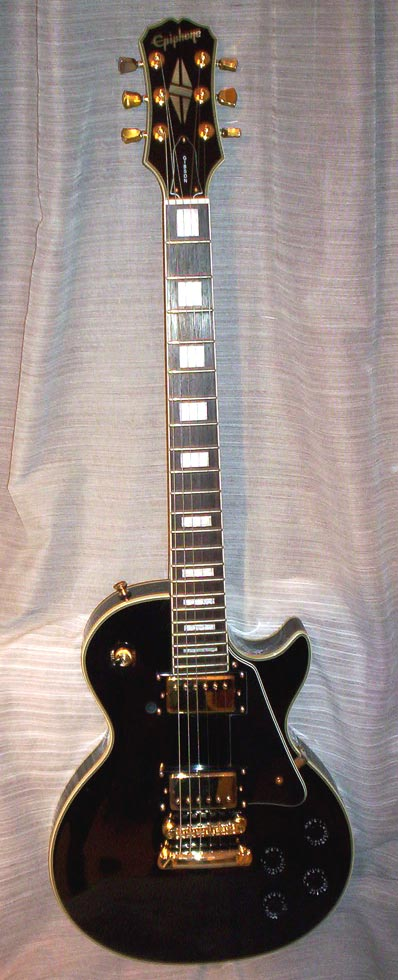
Versione del modello "Custom" prodotta dalla Epiphone

La Gibson Les Paul, per il grande successo ottenuto, vede copiate da molte altre marche diverse delle sue soluzioni costruttive. Le chitarre che adottano soluzioni simili alla Les Paul potremmo classificarle in 3 categorie: "Ispirate", "Basate" e "Riproduzioni/Copie".
- Le Ispirate sono quelle chitarre che adottano alcune tecniche costruttive, ma con un disegno del corpo diverso: ad es. alcune Yamaha, Greg Bennett, Ibanez ecc.
- Le Basate sono chitarre che somigliano per linea alla Les Paul, ma alle quali vengono modificate alcune tecniche costruttive (ad esempio aggiungendo un Floyd Rose) e vengono prodotte dalla ESP, Yamaha, addirittura alcune da Fender, Ibanez, Armas ecc.
- Le Riproduzioni o Copie sono molto simili alla Les Paul dal punto di vista estetico-costruttivo. Se fino agli anni '70 molte marche, per lo più giapponesi (Burny, Tokai), producevano copie pressoché identiche della Les Paul, attualmente, anche in seguito a diverse dispute legali, le "riproduzioni" autorizzate sono in pratica solo le chitarre prodotte dalla Epiphone, azienda di proprietà della Gibson dal 1957.

Le "copie" sono chitarre simili, che per non violare i diritti di "copyright" vengono modificate leggermente nella linea. In questi ultimi anni le copie più sorprendenti per qualità e suono sono le chitarre Vintage prodotte da Trevor Wilkinson, che con la sigla V100 (Les Paul) e VS6 (Diavoletto) "plagiano" le Gibson ad un prezzo abbordabile, con buoni standard qualitativi spesso migliori delle Epiphone.
Attualmente la Epiphone produce in Cina ed Indonesia oltre alle copie economiche dei classici modelli "Standard", "Custom" e "Studio" anche modelli sperimentali, o comunque "particolari" della Les Paul, che vengono prodotti sotto supervisione Gibson per testare il mercato riguardo soluzioni o design innovativi.

## Musicisti che hanno usato la Gibson Les Paul

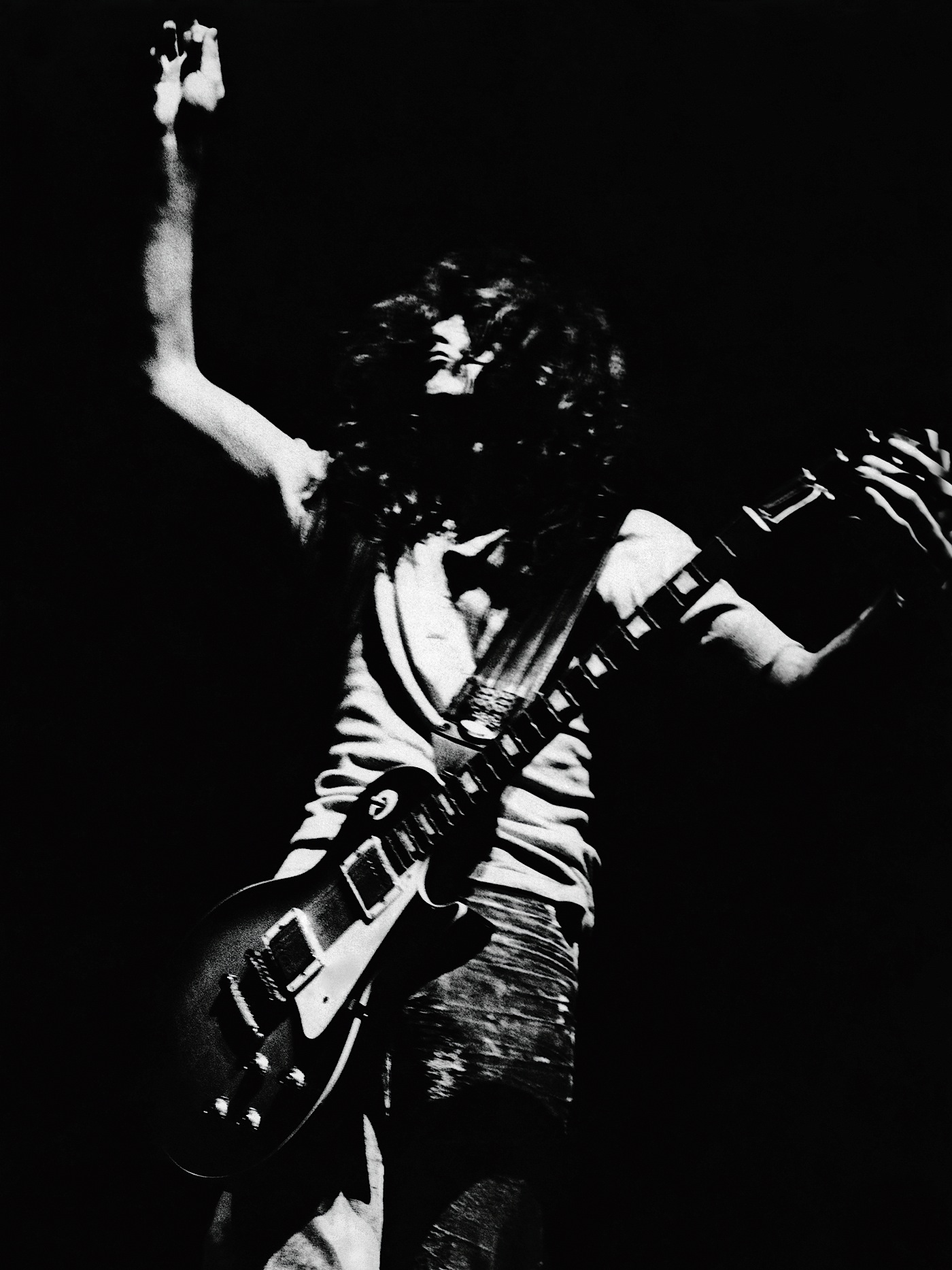
Jimmy Page mentre suona una Gibson Les Paul in Whole Lotta Love

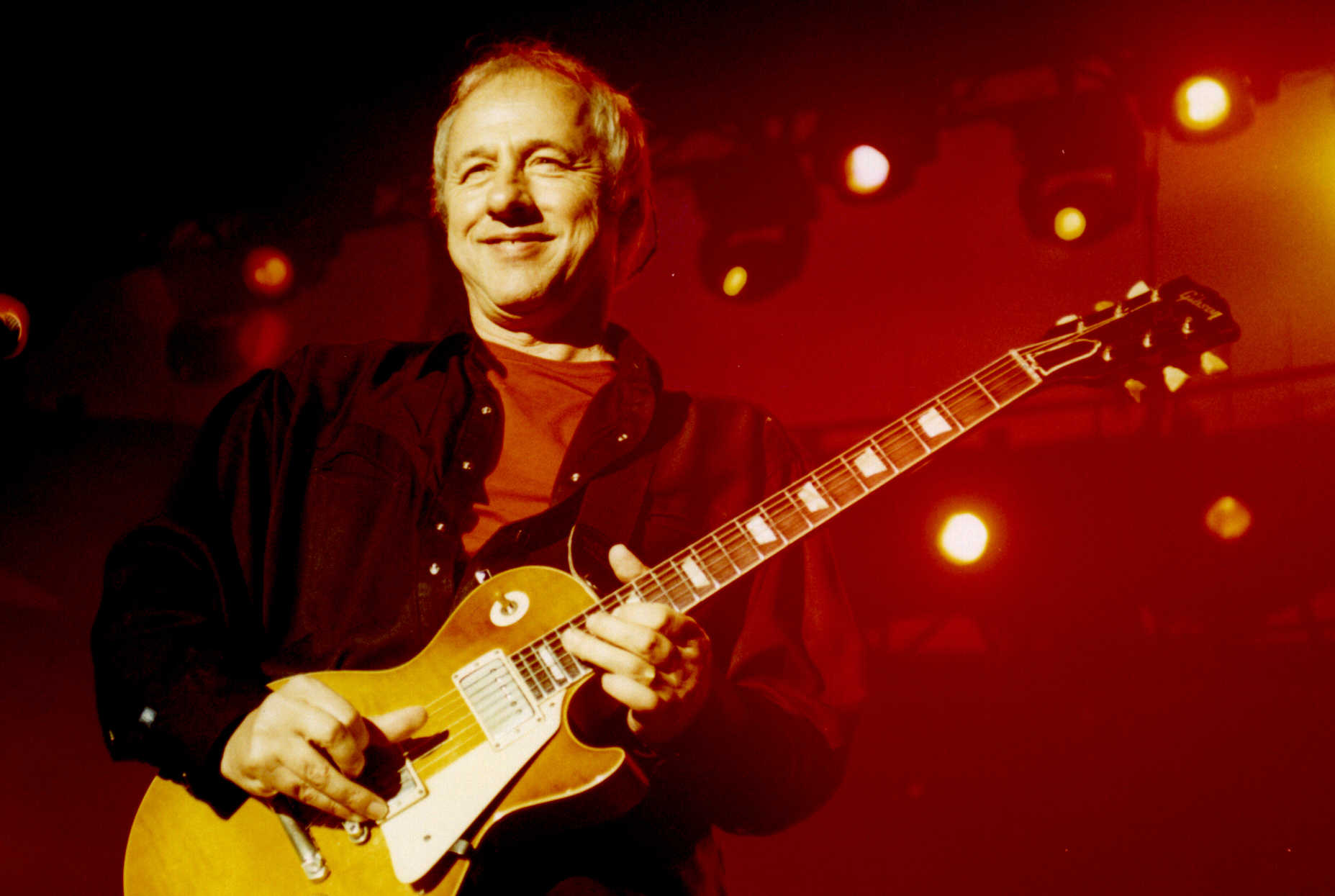
Mark Knopfler con una Gibson Les Paul Standard del 1958

Oltre a Les Paul, alcuni celebri chitarristi hanno legato indissolubilmente il proprio nome a questa chitarra, tra questi Jimmy Page (chitarrista dei Led Zeppelin), Duane Allman degli Allman Brothers, Billy Gibbons degli ZZ Top, Neil Young, Peter Green, Bob Marley, Gary Moore, Gary Rossington (dei Lynyrd Skynyrd), Randy Rhoads, Slash (dei Guns N' Roses), Joe Perry (degli Aerosmith), Ace Frehley (dei Kiss), Marc Bolan (dei T. Rex), Zakk Wylde e Joe Bonamassa.
Tra i moltissimi altri chitarristi che usano la Les Paul vanno ricordati (con i rispettivi modelli tra parentesi quando è possibile scriverli):
- Adam Jones (Custom) signature dei Tool;
- Alex Lifeson (Standard Axcess Floyd Rose) dei Rush;
- Doug Aldrich (Goldtop), chitarrista degli Whitesnake, DIO;
- Tony Sly (Custom) dei No Use for a Name;
- Tim McIlrath (Custom e Silver) e Zach Blair dei Rise Against;
- The Edge degli U2 (Custom e Music Rising in One a partire dal 2006);
- Steve Hackett (Standard cherry sunburst, Gold top modificata con leva e sistema Fernandes sustainer);
- Steve Howe;
- Neil Young (Gold top del 1953 riverniciata nera con leva Bigsby, P90 cromato al manico e mini-humbucker di una Gibson Firebird al ponte; Gold top con leva bigsby, P90 al manico e mini-humbucker al ponte; Gold top con leva bigsby e P90, usata per tutti i pezzi elettrici di Greendale; Junior di recente costruzione);
- Steve Jones (Custom Steve Jones);
- Slash, Lino Fiammata (Standard), (Standard, Gold top 1957 e Appetite Les Paul);
- Richie Sambora;
- Mike Bloomfield (Standard, Classic e Gold top 1958);
- Mark Reale (Standard);
- Jimmy Page (Standard e Custom);
- Paul McCartney (una rara Gold top 1957 mancina);
- George Harrison (Standard);
- Daniel Hawkins (svariate Standard, una Classic Gold top e una Custom black beauty);
- Justin Hawkins (Custom alpine white e Custom black beauty, Standard Gold top e Signature per lui chiamata Seashell);
- Tomo Miličević dei Thirty Seconds to Mars (Custom);
- Evan Taubenfeld
- Gary Moore (Standard e due Signature);
- Pete Townshend (Deluxe);
- Keith Richards (Gold top, Custom black beauty, Junior) e Ronnie Wood dei Rolling Stones;
- Duane Allman (Gold top e Standard);
- Dave Davies dei The Kinks (Gold top 1960);
- Peter Green;
- Mark Knopfler (Standard '58) nella seconda parte della carriera;
- Eric Clapton (Standard, agli inizi della carriera);
- David Gilmour (Gold top 1959, usata nel famoso assolo di Another Brick in the Wall Parte II; Gold top 1956 con ponte tremolo Bigsby, usata nell'album On an Island);
- Ace Frehley (Standard nei primi anni, poi Custom modificata con tre pick up DiMarzio Super Distornino);
- Marc Bolan (Standard e Custom);
- Martin Barre dei Jethro Tull (Special e Standard);
- Joe Perry (Standard);
- Billy Gibbons degli ZZ Top (Standard 1959 "Pearly Gates", Junior, Gold top);
- Gary Rossington (Lynyrd Skynyrd) (Standard);
- Robert Fripp (Custom);
- Peter Green, Mick Taylor, Brian Jones (Gold top);
- Johnny Thunders (Junior);
- Joe Walsh degli Eagles (Standard);
- Noel Gallagher degli Oasis (una 1960[7]);
- Tom Scholz dei Boston (Gold top 1968 con DiMarzio Super Distorsion);
- Johnny Winter e Brian Robertson;
- Jeff Beck (Standard);
- Mick Ronson (Custom);
- Zakk Wylde (Custom e Standard);
- Kirk Hammett;
- James Hetfield (Custom);
- Randy Rhoads (Custom Cream 1974);
- Mick Jones (Clash) (Junior);
- Peter Frampton (due Signature Custom con tre pick-up);
- Mike Oldfield;
- Paul Kossoff, Billie Joe Armstrong (Junior singola e doppia spalla mancante e Junior Signature);
- Lenny Kravitz;
- Brett Gurewitz e Brian Baker dei Bad Religion;
- Maurizio Solieri (Heritage Elite 1982, replica ‘59);
- Omar Pedrini (Timoria) (Standard);
- Luca Guercio (Meganoidi) (Classic e Standard)
- Steve Clark dei Def Leppard (una rara XR-1);
- Dave Grohl dei Foo Fighters;
- Peter Buck dei R.E.M.;
- Ray Toro e Frank Iero dei My Chemical Romance;
- Jimi Hendrix (molto raramente usò una Custom);
- Chad Kroeger dei Nickelback (una Standard e una personalizzata soprannominata Blackwater);
- Tom DeLonge dei blink-182;
- Angels & Airwaves;
- John Fogerty (Standard, Gold top 1956 con pick-up P90 e due Custom, una del 1957 e l'altra personalizzata nei pick-up) e Buckethead (una Custom e una Signature bianca con cassa maggiorata, manico senza inserti e pick-up DiMarzio);
- Frank Zappa (Gold top del 1953-54 e una Custom);
- Adrian Smith;
- Noodles degli Offspring;
- Richard Christ;
- Bob Marley, che fu sepolto assieme alla sua Les Paul e a una bibbia;
- Carlo Manguso, chitarrista di Michele Zarrillo (Deluxe);
- Tom Kaulitz dei Tokio Hotel;
- Enrico Giordano degli Indigesti;
- Joe Bonamassa (Studio, Custom e Gold top, per nominarne solo alcune della sua infinita collezione);
- Buckethead, chitarrista dei Guns N' Roses (Custom bianca con due kill switch rossi).
- Jan T. (2thousandarrows), chitarrista e compositore dei Folkearth, Folkodia, Downcast Twilight, Hildr Valkyrie e Machine Gun Kelly (Metal Band) (Classic Honey Burst rissue 1960 del 2004, Classic Gold Top 2019)
- Yui Hirasawa Hokago Tea Time
- Pata degli X Japan e Rain (Vintage, Standard e Custom)

## Produzione recente
Attualmente la Gibson ha in produzione numerosi modelli di Les Paul suddivisi in vari sottogruppi, ed inoltre esistono due catene di produzione che formano ancora dei sottogruppi, e cioè Gibson USA (produzione situata a Nashville, Tennessee) e Gibson Custom, Historic, & ES (con stabilimenti a Memphis, Tennessee).

### Gibson USA
- Les Paul Traditional (riprende moltissimo il modello Standard)
- Les Paul Supreme (con finiture simili al modello Custom)

Les Paul Standard
- Les Paul Standard (ancora oggi il più famoso, in due sottomodelli dai manici leggermente differenti)
- Les Paul Standard Faded (versione alternativa del precedente, con il corpo satinato senza laccatura, meccaniche ossidate, manico 50's o 60's e humbucker "Zebra" scoperti modello burstbucker PRO Alnico V)
- Les Paul Standard DoubleCut + (versione con doppia spalla mancante, più sottile e pick-up dal suono più aggressivo)
- Les Paul Standard Limited Edition (edizione limitata con colori e finiture particolari, tra cui top fiammato AA, meccaniche vintage, tastiera in ebano come la custom)
- Les Paul Standard Premium +
- Les Paul Standard 2008

Les Paul Classic (identica al modello Standard dei primi anni 2000, diversa nel manico anni 60, segnatasti ingialliti e pick up spinti)
Les Paul Baritone
Les Paul Studio
- Les Paul SmartWood Studio (con legno certificato della "Foresta Pluviale")
- Les Paul Studio (modello di accesso al mondo Les Paul)
- Les Paul Studio + (modello più rifinito del precedente)
- Les Paul Studio Premium Plus
- Les Paul Studio Swamp Ash (corpo in frassino)
- Les Paul Studio 60's neck Silverburst (edizione limitata 2009 manico slim taper, tastiera in ebano, meccaniche grover)
- Les Paul Studio 60's neck Mahogany (edizione limitata 2009-2010, verniciatura nera non lucida, prodotto del Guitar Center destinato al solo mercato statunitense)

Les Paul DoubleCuts
- Les Paul DoubleCut Pro
- Les Paul DoubleCut Faded (versione più economica)
- Les Paul DoubleCut Standard + (presente anche nel sottogruppo Standard)
- Les Paul Special w/Humbuckers (il modello Special aveva P-90)
- Les Paul Melody Maker (modello essenziale, con lo stretto necessario)

Les Paul Modelli Speciali
- Les Paul Custom Plus
- Les Paul Goddess (corpo più leggero, manico più stretto e sottile, cassa con colori più brillanti (viola, blu elettrico))
- Les Paul GT (disponibile con disegno del corpo con fiamme, in stile con le auto americane. Possibilità di "splittare" gli humbuckers in single coils)
- Les Paul Menace
- Les Paul Special New Century
- Les Paul Vixen
- Les Paul BFG (con l'inedita accoppiata di pickup p90 al manico e un humbucker bustbucker 3 al ponte, un kill switch che permette effetti di on/off sul segnale della chitarra e una finitura volutamente grezza, rugosa e non lucidata)
- Les Paul Gothic (corpo satinato, pick up ceramici, tastiera in ebano, non classificabile né tra le studio né tra le standard)
- Les Paul Voodoo (Corpo in swampo ash, finitura molto particolare nera con venature rosse, pick up ceramici, tastiera in ebano, non classificabile né tra le studio né tra le standard, chitarra molto particolare e molto adatta a sonorità rock - hard rock - metal)

### Gibson Custom, Historic, & ES
Alcune chitarre, recentemente, vengono denominate VOS ( "Vintage Original Spec" , in italiano "Specifiche d'Epoca Originali"). Inoltre verranno distinte le serie principali, ovvero: C = Custom, H = Historic, ed L = Limited, che possono essere Custom (LC) o Historic (LH).
Les Paul Custom
- Les Paul Custom C
- Les Paul Custom 1954
- Les Paul Custom 1957 [V.O.S.] H
- Les Paul Custom 1957 3PU (modello con tre pick-up, e disponibile con la leva Bigsby) [V.O.S.] H
- Les Paul Custom 1957 Faded Cherry (disponibile solo in rosso) LH
- Les Paul Custom 1968 Figured Top (con top in acero figurato) LC

Les Paul Standard ~chitarre vintage~
- Les Paul Standard 1958 [V.O.S.] H
- Les Paul Standard 1959 (uno dei modelli più celebri in assoluto) [V.O.S.] H
- Les Paul Standard 1960 [V.O.S.] H

Les Paul GoldTop
- Les Paul GoldTop 1954 LH
- Les Paul GoldTop 1956 [V.O.S.] H
- Les Paul GoldTop 1957 (versione che gettò le basi del fenomeno Standard e con "Darkback" cioè retro nero) [V.O.S.] H

Les Paul Junior
- Les Paul Junior 1957 [V.O.S.] H
- Les Paul Junior 1958 (versione DoubleCut, cioè doppia spalla mancante) [V.O.S.] H

Les Paul Special
- Les Paul Special 1960 Single-Cut [V.O.S.] H
- Les Paul Special 1960 Double-Cut [V.O.S.] H

Les Paul Modelli Speciali
- Les Paul Class 5 Quilt Top (con il top di acero curatissimo) C
- Les Paul Oxblood 1954 (modello dalla finitura particolare, ispirato alla celebre chitarra di Jeff Beck) LH
- Les Paul Ultima (tastiera con intarsi di abalone e madreperla) LC

### Modelli Signature
La Gibson ha inoltre scelto di realizzare modelli simili a quelli utilizzati (sia in studio, che live) da grandi artisti che hanno contribuito a rendere celebre il marchio Gibson ed in particolare la serie Les Paul, sono dunque dette "Signature" (in inglese "Firma").
Questi modelli sono modelli di base, arricchiti secondo le specifiche di un artista. La stessa Les Paul fu realizzata sulle specifiche di Les Paul ed è quindi possibile considerarla come la progenitrice assoluta di ogni modello "Signature".
- 1995 Les Paul Jimmy Page   (chitarrista dei Led Zeppelin, colui che fece di questa un simbolo)
- Les Paul Jimmy Page number two
- 1996 Les Paul Joe Perry Boneyard  (chitarrista degli Aerosmith, si distingue per il particolare colore grigio scuro tigrato)
- Les Paul Slash (chitarrista dei Guns N' Roses)
- Les Paul Slash Appetite
- Les Paul Randy Rhoads
- Les Paul Custom Randy Rhoads
- 1997 Les Paul Ace Frehley (chitarrista dei Kiss)
- Les Paul Zakk Wylde (ex-chitarrista di Ozzy Osbourne e attuale leader dei Black Label Society, che ha il suo distintivo nella stravaganza delle sue chitarre)
- 1999  Les Paul Zakk Wylde BullsEye (combinazione dei colori crema e nero fatti ad "occhio di toro", cioè a cerchi)
- Les Paul Zakk Wylde Camo  (base uguale alla precedente con colore mimetico e tastiera in acero)
- Les Paul Pete Townshend (chitarrista dei leggendari The Who, anche lui con chitarre molto strane)
- Les Paul Pete Townshend DeLuxe "9" (chitarra personalizzata, che si distingue per un "9" adesivo attaccato prima del tailpiece)
- Les Paul Pete Townshend DeLuxe GoldTop (uguale alla precedente ma questa volta colore oro e il numero adesivo "3")
- Les Paul Pete Townshend DeLuxe (progetto originale delle sue chitarre, porta il numero "1")
- Les Paul Neal Schon (la chitarra è più conosciuta poiché utilizza il ponte Floyd Rose, cosa molto rara per una Les Paul)
- Les Paul Peter Frampton (ha di base la 1957 Custom 3PU, ma con i Pick-up scoperti)
- Les Paul Billie Joe Armstrong (front-man dei Green Day)
- Les Paul "Blackwater" Chad Kroeger  (front-man dei Nickelback)
- Les Paul Steve Jones  (chitarrista dei Sex Pistols )
- Les Paul Buckethead
- Les Paul Goldtop Joe Bonamassa  (particolare effetto invecchiato)